# Astrološki znakovi
Astrološki znakovi su način tumačenja ljudske sudbine i karaktera ljudi u odnosu na položaj nebeskih tijela kao što su Sunce, Mjesec i ostali planeti u astrološkim znacima i kućama. Točan položaj planeta i kuća izračunava se pomoću vremena i mjesta rođenja neke osobe.

## Znakovi zodijaka
Zodijak je zamišljeni pojas na nebeskom svodu, opsega 360° i širine 17° kroz koji se, gledano sa Zemlje, kreću nebeska tijela. Razdijeljen je na dvanaest znakova, od po 30° svaki. Znakovi imaju simboličko značenje, a imena su dobili prema istoimenim sazviježđima.
| Simbol | Znak      | Period                       | Raspored    | Vladar  |
|        | Ovan      | 21. ožujka – 20. travnja     | 1° – 30°    | Mars    |
|        | Bik       | 21. travnja – 21. svibnja    | 31° – 60°   | Venera  |
|        | Blizanci  | 22. svibnja – 21. lipnja     | 61° – 90°   | Merkur  |
|        | Rak       | 22. lipnja – 22. srpnja      | 91° – 120°  | Mjesec  |
|        | Lav       | 23. srpnja – 22. kolovoza    | 121° – 150° | Sunce   |
|        | Djevica   | 23. kolovoza – 22. rujna     | 151° – 180° | Merkur  |
|        | Vaga      | 23. rujna – 22. listopada    | 181° – 210° | Venera  |
|        | Škorpion  | 23. listopada – 21. studenog | 211° – 240° | Mars    |
|        | Strijelac | 22. studenog – 21. prosinca  | 241° – 270° | Jupiter |
|        | Jarac     | 22. prosinca – 20. siječnja  | 271° – 300° | Saturn  |
|        | Vodenjak  | 21. siječnja – 18. veljače   | 301° – 330° | Saturn  |
|        | Ribe      | 19. veljače – 20. ožujka     | 331° – 360° | Jupiter |

## Podjele

### Po elementima
VatreniOvan, Lav, Strijelac
ZemljaniBik, Djevica, Jarac
ZračniBlizanci, Vaga, Vodenjak
VodeniRak, Škorpion, Ribe

### Po kvalitetama
KardinalniOvan, Rak, Vaga, Jarac (znakovi kojima počinju godišnja doba)
FiksniBik, Lav, Škorpion, Vodenjak (sredina godišnjih doba)
PromjenjiviBlizanci, Djevica, Strijelac, Ribe (završetak godišnjih doba)

### Polarnost
MuškiSvi vatreni i zračni − Ovan, Blizanci, Lav, Vaga, Strijelac, Vodenjak.
ŽenskiSvi zemljani i vodeni − Bik, Rak, Djevica, Škorpion, Jarac, Ribe.

### Ostale podjele
LjudskiBlizanci, Djevica, Vaga, Vodenjak
ŽivotinjskiOvan, Bik, Lav, Strijelac, Jarac
DvotjelesniBlizanci, Djevica, Strijelac, Ribe
PlodniRak, Škorpion, Ribe
NeplodniBlizanci, Lav, Djevica
TihiRak, Škorpion, Ribe
GlasniBlizanci, Djevica, Vaga